# Азійська темна черепаха
Азійська темна черепаха (Siebenrockiella) — рід черепах родини азійські прісноводні черепахи підряду прихованошийні черепахи. Має 2 види. Раніше їх зараховували до роду земляна черепаха. Лише з 1929 році відокремили у самостійний рід. Латинська назва походить від імені австрійського зоолога Фрідриха Зібенрока.

## Опис
Загальна довжина карапаксу представників цього роду коливається від 17 до 21 см. Голова великого або середнього розміру, витягнута та стиснута з боків. Карапакс опуклий, куполоподібний, більший за пластрон. Кілі відсутні. Пластрон доволі плаский.
Голова забарвлена у коричневий або чорний кольори з різними відтінками. Карапакс коричневий. Шкіра темно-коричневого забарвлення. Пластрон жовтуватий.

## Спосіб життя
Полюбляють річки, озера водойми у тропічних лісах, часто зустрічаються на суходолі. Активні вночі. Живляться рослинами, безхребетними, дрібними ракоподібними.
Самиці відкладають до 5—6 яєць.

## Розповсюдження
Мешкають у Південно-Східній Азії.

## Види
- Siebenrockiella crassicollis
- Siebenrockiella leytensis